# Costin Georgian (metrostation)
Costin Georgian is een metrostation in Boekarest, dat bediend wordt door metrolijn 1. Het station werd geopend op 28 december 1981. Costin Georgian is het op twee na laatste station van de M1 en ligt in het oosten van de stad. De dichtstbijzijnde stations zijn Titan en Republica.
Van Dristor 2 tot Pantelimon:
Dristor 2 · Piața Muncii · Iancului · Obor · Ştefan cel Mare · Piața Victoriei · Gara de Nord 1 · Basarab · Crângaşi · Semănătoarea · Grozăveşti · Eroilor · Izvor · Piaţa Unirii · Timpuri Noi · Mihai Bravu · Dristor 1 · Nicolae Grigorescu · Titan · Costin Georgian · Republica · Pantelimon